# 下津村
下津村（おりづむら）は、愛知県中島郡にあった村。現在の稲沢市の一部にあたる。

## 地理
青木川の流域に位置していた。

## 歴史
- 江戸時代は尾張藩領で清洲代官所支配[2]。明治元年（1868年）から美濃国今尾藩・尾張藩の相給[2]。
- 1889年（明治22年）10月1日、町村制の施行により、中島郡下津村が単独で村制施行し、下津村が発足[1][2]。大字は編成せず[2]。
- 1891年（明治24年）濃尾地震で大きな被害を受けた[2]。
- 1906年（明治39年）5月10日、中島郡稲沢町、一治村、国府宮村、山形村、稲保村（一部）、中島村（一部）、大江村（一部）と合併し、稲沢町が存続して廃止された[1][2]。合併後、稲沢町下津となる[2]。

## 産業
- 農業[2]

## 交通

### 鉄道
- 1904年（明治37年）東海道線・稲沢駅開設[2]

## 教育
- 1873年（明治6年）頓乗寺に不朽学校設立[2]。1876年（明治9年）下津学校となる[2]。

## 名所・旧跡
- 下津城[2]